# 21 Dywizja Piechoty (III Rzesza)
21 (Wschodniopruska) Dywizja Piechoty (niem. 21. Infanterie-Division) ― niemiecka dywizja z czasów II wojny światowej, uczestniczyła w agresji na Polskę i Francję oraz w ataku na Związek Radziecki.

## Formowanie i walki
Sformowana w 1934 pod ukrytą nazwą Kommandant von Elbing, miejsce stacjonowania sztabu Elbląg. Na mocy rozkazu z dnia 15 października 1935 otrzymała oficjalną nazwę 21 Dywizja Piechoty. Stacjonowała w I Okręgu Wojskowym. W czasie agresji na Polskę, od 1 do 3 września 1939 dywizja brała udział w bitwie nad Osą. W dniach 8-10 września walczyła pod Nowogrodem. 
W 1940 w czasie niemieckiej agresji na Francję 21 Dywizja Piechoty nacierała przez Ardeny i Luksemburg. Pozostała w okupowanej Francji do jesieni 1940.
W następnym uczestniczyła w atak Niemiec na ZSRR. Jednostka walczyła przeciw Armii Czerwonej na terenie republik nadbałtyckich, m.in. w bitwach o Tylżę, Wołchow i Gruszino. Dotarła pod Leningrad i brała udział w jego oblężeniu. Została rozbita w lipcu 1944 podczas odwrotu na Białorusi. Jej niedobitki walczyły do końca wojny.

## Dowództwo dywizji
Dowódcy dywizji:
- gen. mjr Albert Wodrig 1 X 1934 – 10 I 1938;
- gen. por. Kuno-Hans Both 11 I 1938 – 26 X 1939;
- gen. por. Otto Sponheimer 1 XI 1939 – IV 1942;
- gen. por. Wilhelm Bohnstedt VI 1942;
- gen. por. Otto Sponheimer IV 1942 – 10 I 1943;
- gen. mjr/gen. por. Gerhard Matzky 10 I 1943 – 1 XI 1943;
- płk Hubertus Lamey 1 XI 1943 – XII 1943;
- gen. mjr Gerhard Matzky XII 1943 – 1 III 1944;
- gen. mjr Franz Sensfuß 1 III 1944 – 28 III 1944;
- gen. por. Hermann Foertsch 28 III 1944 – 22 VIII 1944;
- gen. mjr Heinrich Goetz 22 VIII 1944 – 25 IX 1944;
- płk Hengersdorff 25 IX 1944 –
- płk Scharenberg IX 1944 – 12 XII 1944;
- płk Beyse 12 XII 1944 – 14 I 1945;
- gen. mjr Heinrich Goetz 14 I 1945 – 31 III 1945;
- gen. mjr Karl Koetz 1 IV 1945 – 28 IV 1945;

Szefowie sztabu:
- mjr Werner von Tippelskirch (w czasie agresji na Polskę[3])

## Struktura organizacyjna
- Skład w sierpniu 1939:
  - 3 pułk piechoty: miejsce postoju sztabu, II i rezerwowego batalionu, 13 kompanii moździerzy, 14 kompanii przeciwpancernej – Iława, I batalionu – Morąg, III batalionu – Ostróda;
  - 24 pułk piechoty: miejsce postoju sztabu, I i III batalionu – Braniewo, II batalionu – Iława Pruska;
  - 45 pułk piechoty: miejsce postoju sztabu, I i III batalionu – Malbork, II batalionu – Kwidzyn;
  - 21 pułk artylerii: miejsce postoju sztabu, II dywizjonu - Elbląg, I dywizjonu – Morąg, III dywizjonu – Iława Pruska;
  - I dywizjon 57 pułku artylerii ciężkiej: miejsce postoju – Braniewo;
  - 21 batalion pionierów: miejsce postoju – Elbląg;
  - 21 oddział przeciwpancerny: miejsce postoju – Ostróda;
  - 21 oddział łączności: miejsce postoju – Elbląg;
- Skład w styczniu 1940:

3, 24, 45 pułk piechoty, 21 pułk artylerii, I/57 pułku artylerii ciężkiej, 21 batalion pionierów, 21 oddział rozpoznawczy, 21 oddział przeciwpancerny, 21 oddział łączności, 21 polowy batalion zapasowy;
- Skład w listopadzie 1943:

3, 24, 45 pułk grenadierów, 21 pułk artylerii, I dywizjon 57 pułku artylerii ciężkiej, 21 batalion pionierów, 21 batalion fizylierów, 21 oddział przeciwpancerny, 21 oddział łączności, 21 polowy batalion zapasowy;